# Silent Boarding Gate
Silent Boarding Gate (título original en chino simplificado: 寂寞号登机口 ; pinyin: Jì mò hào dēng jī kǒu) es el primer álbum sencillo en formato digital del cantante chino de K-pop y C-pop, Wen Junhui (o Jun), integrante del grupo surcoreano de chicos, Seventeen.
El álbum fue lanzado el 14 de febrero de 2021, y la lista de canciones consiste de una canción del mismo nombre acompañada de un segundo sencillo titulado Crow (título original en chino simplificado: 乌鸦; pinyin: Wū yā) el cual tuvo su prelanzamiento el 5 de febrero de aquel año. Ambas canciones son interpretadas únicamente en chino mandarín.
La primera canción del álbum, Silent Boarding Gate, es una balada escrita por el popular letrista chino 易家扬 (Yee Karyeung / Kevin Yi) y compuesta por 陈劲豪 (Chen Jinhao),  严世茗 (Yan Shiming), 杨嘉成 (Yang Jiacheng), 佳旺 (Jia Wang) y 王俊凯 (Wang Junkai), con arreglos de 石恩明 (Shi Enming). Fue lanzada junto a su video musical protagonizado por Jun y la actriz Lee Eunjae.
Crow es la segunda canción del álbum, una balada que en este caso fue escrita por 郭秋伟 (Guo Qiuwei) y compuesta por Morris彭进成 (Morris Peng Jincheng), quien también estuvo a cargo de los arreglos.

En el video titulado JUN'S PLAYLIST, publicado en Youtube el 10 de junio de 2022 en el canal oficial de Seventeen, Jun da una breve introducción para ambas canciones del álbum. En cuanto a Crow dice lo siguiente:
"Cuando elegí esta canción, pensé en que todos son únicos individualmente, por lo que existirán diferencias entre uno y otro. Pero cuando te aceptas a ti mismo y a otros que son diferentes, te darás cuenta de que los cuervos también son hermosos y que incluso los cuervos vuelan valientemente por amor." 
También da una explicación sobre el mensaje de Silent Boarding Gate:
"Es una canción que espera que cualquiera pueda encontrar una puerta de embarque que sea viable para partir en cualquier momento y encontrar el camino a sus sueños."
En el detrás de escena de la grabación de Silent Boarding Gate y la filmación su video musical, publicado el 19 de marzo de 2021 en el canal oficial de Youtube de Seventeen, Jun cuenta que estuvo en constante comunicación con el letrista y los compositores para la producción de la canción, y pudo incorporar varias de sus propias ideas, incluyendo sugerencias sobre que tipo de instrumentos debian incluir para crear la atmósfera de la canción.
En el video musical se representa la letra de la canción de forma romántica, Jun explica: "Es como cuando te gusta alguien pero no puedes acercarte a esa persona, y es inalcanzable", y continua: "El mundo en el video musical está dividido en dos: Estoy en mundo, pero la chica y las escenas felices aparecen en una especie de otro mundo. Puede ser una fantasía que no puedo hacer realidad o algo que está ocurriendo en otro mundo."
El video cuenta con tomas al aire libre y de interior, con la actriz Lee Eunjae interpretando al interés amoroso inalcanzable de Jun.
Crow no cuenta con un video musical, sin embargo, en el canal oficial de Seventeen en Youtube, se encuentra disponible una presentación en vivo, publicada como contenido especial el 24 de marzo de 2021.